# Lego Star Wars: Droid Tales
Lego Star Wars: Droid Tales (conocida como Lego Star Wars: Crónicas Droides en Hispanoamérica y Lego Star Wars: Historias de Droides en España) es una serie de televisión de Lego Star Wars de cinco capítulos que se estrenó el Disney XD el 6 de julio de 2015. 

## Sinopsis
Tras los acontecimientos de Star Wars: Episodio VI - El retorno del Jedi, los rebeldes celebran su victoria contra el Imperio Galáctico. Un misterioso personaje secuestra a R2-D2, por lo que C-3PO inicia una persecución para rescatar a su amigo. Durante la persecución, C-3PO rememorará sus aventuras anteriores acerca de las Guerras Clon, su trabajo con el equipo Fantasma de Star Wars Rebels, y su participación contra el Imperio Galáctico, repasando en clave de humor los acontecimientos narrados en los seis episodios cinematográficos de Star Wars. 

## Reparto
- Tom Kane - Yoda, Qui-Gon Jinn, El Narrador, Droide basurero #1, El pozo Droide, Oficial
- Anthony Daniels - C-3PO
- Trevor Devall - Canciller/Emperador Palpatine/Darth Sidious, Almirante Ackbar, Jar Jar Binks, Jango Fett, Tion Medon, Droide basurero #2, Droide de combate #1, Nien Nunb
- Kirby Morrow - Anakin Skywalker, General Grievous, Guardia Rojo #2, Cliente Ithoriano
- Samuel Vincent - El joven Obi-Wan Kenobi, Droide basurero #3, Corticoide, Droide de combate #2
- Michael Donovan - El viejo Ben Kenobi, Conde Dooku, Owen Lars, Capitán Panaka, Piloto, Poggle el Menor, El anunciador Pasaporte
- Brian Drummond - Watto, Zeb Orrelios, Almirante Motti
- Michael Daingerfield - Han Solo, Bossk
- Eric Bauza - Luke Skywalker, FA-4 Piloto Droide, Camarero, Soldado de asalto #2
- Heather Doerksen - Princesa Leia Organa, Shmi Skywalker
- Montana Norberg - Princesa Padmé Amidala
- Lee Tockar - Darth Maul, Nute Gunray, Vizago, Amda Wabo
- Bronwen Holmes - El joven Anakin Skywalker
- Adrian Holmes - Mace Windu, Guardia Rojo #1
- Paul Dobson - Ki-Adi-Mundi
- Andrew Francis - Senador Bail Organa
- Alan Marriott - Agente Kallus
- Adrian Petriw - Ezra Bridger
- Darien Provost - Twi Lek Kid
- Elysia Rotaru - Sabine Wren
- Matt Sloan - Darth Vader, Stormtrooper
- Michael Benyaer - Kanan Jarrus
- Nicole Oliver - Hera Syndulla

## Episodios
| Temporada | Temporada | Episodios | Estados Unidos     | Estados Unidos         | Latinoamérica       | Latinoamérica           | España                   | España                  |
| Temporada | Temporada | Episodios | Comienzo           | Final                  | Comienzo            | Final                   | Comienzo                 | Final                   |
| --------- | --------- | --------- | ------------------ | ---------------------- | ------------------- | ----------------------- | ------------------------ | ----------------------- |
|           | 1         | 5         | 6 de julio de 2015 | 2 de noviembre de 2015 | 1 de agosto de 2015 | 14 de diciembre de 2015 | 26 de septiembre de 2015 | 13 de diciembre de 2015 |

### Temporada 1 (2015)
| N.º | Título                 | Estreno en Estados Unidos | Estreno en Latinoamérica | Estreno en España        | Audiencia |
| --- | ---------------------- | ------------------------- | ------------------------ | ------------------------ | --------- |
| 1 | «Escape de Endor»      | 6 de julio de 2015        | 1 de agosto de 2015      | 26 de septiembre de 2015 | 0.56      |
| Los rebeldes tienen allí celebración en Endor para celebrar la caída del Imperio Galáctico, pero se estrelló cuando R2-D2 es secuestrado. Mientras tanto, C-3PO recuerda La Amenaza Fantasma y El Ataque de los Clones. |                        |                           |                          |                          |           |
| 2 | «Crisis en Coruscant»  | 24 de agosto de 2015      | 26 de septiembre de 2015 | 17 de octubre de 2015    | 0.49      |
| C-3PO sigue R2-D2 a Coruscant y obtiene malos recuerdos de cómo era el Capitolio. Mientras tanto, el capitán intenta encontrar la nave y C-3PO va a Mos Eisley. Se cuenta la historia de La Venganza de los Sith. |                        |                           |                          |                          |           |
| 3 | «Misión en Mos Eisley» | 7 de septiembre de 2015   | 10 de octubre de 2015    | 14 de noviembre de 2015  | 0.51      |
| Mientras que en el barco, C-3PO conoce a un niño que colecciona tarjetas de béisbol y habla de cómo peleó contra los rebeldes de Star Wars Rebels de episodio 1b (Ataque con arte). Una vez que llegue a Mos Eisley, conoce droides miedo de ser recogida por el moradores de las arenas. Recuerda las historias de "Droides en Apuros" (de Star Wars Rebels) y Una nueva esperanza. Nota: Este episodio aparece los personajes de Star Wars Rebels. |                        |                           |                          |                          |           |
| 4 | «El Vuelo del Halcón»  | 12 de octubre de 2015     | 20 de noviembre de 2015  | 15 de noviembre de 2015  | 0.42      |
| C-3PO sigue su camino para encontrar a R2-D2 con el Halcón Milenario y contando con la ayuda de Chewbacca. C-3PO recuerda El Imperio Contraataca a Chewbacca y a una persona que recogen. Una vez que R2-D2 se encuentra en la antigua Batalla Droid Factory, C-3PO y Chewbacca encuentran que el captor es Lando Calrissian que quería R2-D2 para mezclarse con los droides para que pueda reiniciar su negocio de la minería en la Ciudad de las Nubes después de responder a un anuncio por una persona anónima. Por desgracia, se reveló que el anuncio fue hecho por los restos del Imperio Galáctico que planean reiniciar la fábrica y volver a crear los droides de batalla. |                        |                           |                          |                          |           |
| 5 | «Maniobra en Geonosis» | 2 de noviembre de 2015    | 14 de diciembre de 2015  | 13 de diciembre de 2015  | 0.51      |
| C-3PO ha encontrado R2-D2 en el arruinada Fábrica Battledroid sobre el Génesis, donde Lando Calrissian se lo había llevado. Ahora, capturado por el general Veers y su banda de soldados de asalto canallas empeñados en restaurar el Imperio, los héroes rebeldes se encuentran en grave peligro. Si bien en cautiverio, C-3PO regala los soldados de asalto con cuentos de El Regreso del Jedi. |                        |                           |                          |                          |           |